# Csonttalan Ivar
Csonttalan Ivar (Ivarr, Ívar, Ivor) azaz Ivar Ragnarsson 9. századi dán király.

## Élete
Neve feltehetően túlzott magasságára és atletikus testi adottságaira utal, de egyes források szerint vad lovaglás-stílusa miatt kapta. Mégis e különös jelző célozhat arra a feltevésre is, miszerint e harcos egyetlen csontja sem volt már teljesen ép – köszönhetően a közelharcban, pajzsfalban elszenvedett csonttöréseknek.
Ivarr Ragnarsson, Ragnar Lodbrok fia, két öccsével: Ubbával és Halfdannal  útra keltek atyjuk halálát megbosszulni, mely  Ragnar sagája szerint Ælla northumbriai király keze által következett be. A költemény elárulja, hogy az igazi viking mintájaként tartott Ragnart Ælla kígyóverembe vetette, és megtagadta tőle a jogot karddal a kezében meghalni.
Feltehetően 865-ben érkeztek Kelet-Angliába 300-400 hosszúhajónyi harcossal, de egyes források szerint ebbe a létszámba beletartoznak a „lopva” magukkal hozott asszonyok és gyermekek is. Ez a nagy sereg már telelni érkezett Angliába, és Edmund király – bízván a meg nem támadásban, mely egy ideig meg is valósult – lovakat adott nekik.
866 tavaszán Ivarral az élen a hadsereg északnak lovagolt. A cél York volt, ahol éppen polgárháború dúlt. Osberht és Ælla trónkövetelő viszálya közben a dánok könnyedén elfoglalták a várost, és nekiláttak védelmi rendszere megerősítéséhez.
867 márciusában a két rivális király időszakos békét kötött, hogy erőik összevonásával kísérletet tegyenek a város visszafoglalására, ami viszont kudarcba fulladt. Osberht a csatában esett el, ám Ællát foglyul ejtették, és a szörnyű vérsas kínzással végeztek vele. Így a fivérek bosszút álltak atyjuk haláláért.
Ivarr Yorkot Jorvikká nevezte át, és egy általa választott bábkirályt ültetett a trónra, Ecgberhtet, ezután a sereget tovább vezette délnek, Mercia felé.
Ostrom alá vették Burgred merciai királyt, ahogyan aztán I. Æthelred wessexi királyt is, de mindketten inkább danegeldet fizettek, így Ivarr visszatért seregével Jorvikba.
869-ben a legfiatalabb testvér, Halfdan Jorvikban maradt, míg az idősebbek, Ivarr és Ubba megtámadta és legyőzte az Edmund király uralta Kelet-Angliát. Maga a király elmenekült, de egy évnyi üldözés után Ivarr elfogatta, és gyávaságára hivatkozván a dán íjászok elé vetette céltáblául, majd fejét vette (a saga szerint Odin főistennek áldozta).
Edmund király öccse, Edwold, aki igényt tarthatott volna a trón visszaszerzésére, megfutamodott, és remete lett. Ezután Kelet-Anglia népén eluralkodott a rémület. A Peterborough Abbey-ban – a mai Northamptonshire-ben elhelyezkedő – apátságban kerestek menedéket, de a dánok lemészárolták őket, és elpusztították az apátságot.
Ivarr, bár rövid időre, visszatért Jorvikba. Fivérei elégedettek voltak a hódítással, és Wessex valamint Mercia elfoglalását tervezgették.
870-ben vitorlát bontott Ivarr, Skóciába indult hadakozni, ott találkozott Fehér Olaffal, Dublin társuralkodójával.
Olaf nem először járt Skóciában, 866-ban is ő hozta a fosztogató sereget. Olaf meg akarta fékezni az ellene irányuló ír támadásokat, ám közben a vagyonszerzés mellett döntött, így viking seregét Skócia ellen vitte. Ivarr csatlakozott hozzá.
Kétfelől támadtak: Olaf flottája élén felvitorlázott a Clyde-on, Ivarr Jorviktól északnyugatra indult útnak, így Dumbarton Rocknál (Dun Breattan – britek vára – vagy Alcluith) találkoztak azt kétfelől támadva.
Ez az erőd hosszú éveken át sikeresen ellenállt a skótok és más támadók erőfeszítéseinek, de most a dánok ostromának lettek kitéve (ami igazán ritkán fordul elő). Az erőd négy hónapig tartotta magát, aztán Ivarr és Olaf együttesen a földig rombolta.
Megsemmisítése után Ivarrék a tél idején Strathclyde-ben maradtak, de amint kitavaszodott visszatértek Dublinba zsákmányukkal.
Ivarrnak 200 hajóra volt szüksége, hogy elhordja a zsákmányt és a rabszolgákat (amelyek Észak-Afrikában kerültek értékesítésre, vagy az arab kereskedők vásárolták meg őket).
A foglyok között volt Artgal  Strathclyde királya, akiért fiától, Runtól váltságdíjat követeltek. Az ambiciózus herceg azonban Ivarrnak ajándékot küldetett, és kérte apja halálát. Ivarr elfogadta a kérelmet, így Rhun apja halála által király lett.
Ivarr Dublinba vonult vissza immár "Észak Uraként".
873-ban szokatlanul békésen halt meg, gazdagon, bővelkedőn, harcban legyőzhetetlenül és pogányan. A legenda szerint kérésére testét Angliába vitték, és ott, mintegy amulettet, a parton temették el, hogy óvja a földet a további hódításoktól. Hódító Vilmos viszont földi maradványait kiásatta és megsemmisítette, ezáltal a modern kutatásokat lehetetlenné téve. Ezzel szemben Martin Biddle, az Oxfordi Egyetem professzora és felesége, Birthe Kjølbye-Biddle a Repton Derbyshire-ben történt ásatások során találtak egy 9 láb magas emberi csontvázat, melyet Csonttalan Ivarrnak tulajdonítottak. Ezzel megcáfolták azt az elméletet, mely szerint Ivarr az osteogenesis imperfecta (üvegcsont betegség) nevű betegségben szenvedett volna.
Ivarr talán nem halt meg 873-ban, de végzete 5 évvel később így is utolérte.
Egy 14. századi krónikás könyve, a Book of Hyde alapján Ivarr – akit Hingwarnak nevez – útban Eddington felé – az ethanduni csatában győztes szászok elől menekülve – a Berkshire-i Hungerfordnál (Hingwar's Ford) belefulladt a Kennet folyóba.